# Processo Kroll
Il processo Kroll è il più importante processo industriale per produrre titanio metallico. Si tratta di un processo pirometallurgico inventato nel Lussemburgo da William Justin Kroll nel 1940. Dopo essersi trasferito negli Stati Uniti, Kroll sviluppò ulteriormente il metodo per produrre zirconio. Il processo Kroll sostituì il processo Hunter in quasi tutta la produzione commerciale.

## Il processo
Il minerale raffinato (rutilo o ilmenite) viene ridotto in un reattore a letto fluidizzato a 1000 °C con coke derivato dal petrolio. La miscela è quindi trattata con cloro gassoso, ottenendo tetracloruro di titanio, TiCl4, e altri cloruri volatili, che vengono quindi separati con una distillazione frazionata in continuo. Il TiCl4 viene inviato in un reattore separato di acciaio inossidabile, dove viene ridotto con magnesio o sodio liquidi (con un eccesso del 15-20%) a 800–850 °C in atmosfera di argon:
2Mg(l) + TiCl4(g) → 2MgCl2(l) + Ti(s)
Il processo è complicato dalla riduzione parziale del titanio che forma anche TiCl2 e TiCl3. Il cloruro di magnesio può essere riciclato a magnesio con metodi elettrolitici. Il titanio viene ottenuto sotto forma di spugna porosa, che viene purificata per distillazione sotto vuoto e quindi fusa sotto vuoto in un forno elettrico ad arco. I lingotti prodotti sono spesso rifusi, sempre sotto vuoto, per rimuovere inclusioni e garantire l'uniformità del prodotto. L'intero processo è molto costoso; il titanio è circa sei volte più caro dell'acciaio inossidabile.

## Storia e sviluppi
Sono stati utilizzati molti metodi per ottenere titanio metallico, a partire da quello descritto nel 1887 da Lars Fredrik Nilson e Otto Pettersson usando sodio, e che una volta ottimizzato portò al processo Hunter usato commercialmente. Intorno al 1920 Anton Eduard van Arkel descrisse come ottenere titanio puro per decomposizione di tetraioduro di titanio. Era anche noto che il tetracloruro di titanio si riduce ad alta temperatura con idrogeno, formando idruri che si possono convertire per via termica a metallo puro. Con questi presupposti, Kroll sviluppò sia nuovi riducenti sia una nuova apparecchiatura per ridurre TiCl4, un composto molto reattivo in presenza di tracce di acqua o di altri ossidi metallici. Un significativo successo fu ottenuto usando calcio come riducente, ma il metallo ottenuto conteneva ancora impurezze di ossidi. Un successo maggiore fu ottenuto usando magnesio a 1000 °C con un reattore rivestito di molibdeno, come descritto alla Electrochemical Society a Ottawa nel 1940. Il titanio così prodotto era molto duttile come conseguenza della sua alta purezza. Il processo Kroll sostituì il processo Hunter e continua a essere la tecnologia principale per produrre titanio metallico, oltre ad assorbire la maggior parte della produzione mondiale di magnesio metallico.
Esistono altre tecnologie a contendere il primato del processo Kroll. Un processo utilizza l'elettrolisi di sali fusi. Le difficoltà di questo processo comprendono il "riciclo redox," guasti del diaframma e deposizione di dendriti nella soluzione elettrolitica. Un altro processo, detto FFC Cambridge process, è stato brevettato per una soluzione elettrolitica solida, e la sua attuazione eliminerebbe la lavorazione della spugna di titanio. In via sviluppo c'è anche una via pirometallurgica che comporta la riduzione con alluminio di una forma intermedia di titanio. Questo metodo combina i vantaggi della pirometallurgia e l'impiego di un riducente economico.